# Songs from Instant Star Four
Songs from Instant Star Four est un album réunissant toutes les chansons de la deuxième saison de la série télévisée Ma vie de star, majoritairement interprétées par Alexz Johnson.
Cet album est sorti le 17 juillet 2008 au Canada.

## Liste des Chansons
1. Deeper - Alexz Johnson
2. Ultraviolet - Alexz Johnson
3. Perfect - Alexz Johnson
4. 2 Am - Alexz Johnson
5. Live Like Music - Alexz Johnson
6. The Music
7. Pavement
8. Remind Yourself - Tyler Kyte
9. Ghost Of Mine - Cory Lee
10. Higher Ground - Alexz Johnson
11. Here We Go Again - Alexz Johnson feat. Tim Rozon
12. I Still Love You - Alexz Johnson
13. Song For Amanda
14. That Was Us - Alexz Johnson